# Rethera komarovi
Rethera komarovi är en fjärilsart som beskrevs av Hugo Theodor Christoph 1885. Rethera komarovi ingår i släktet Rethera och familjen svärmare. Inga underarter finns listade.

## Bildgalleri

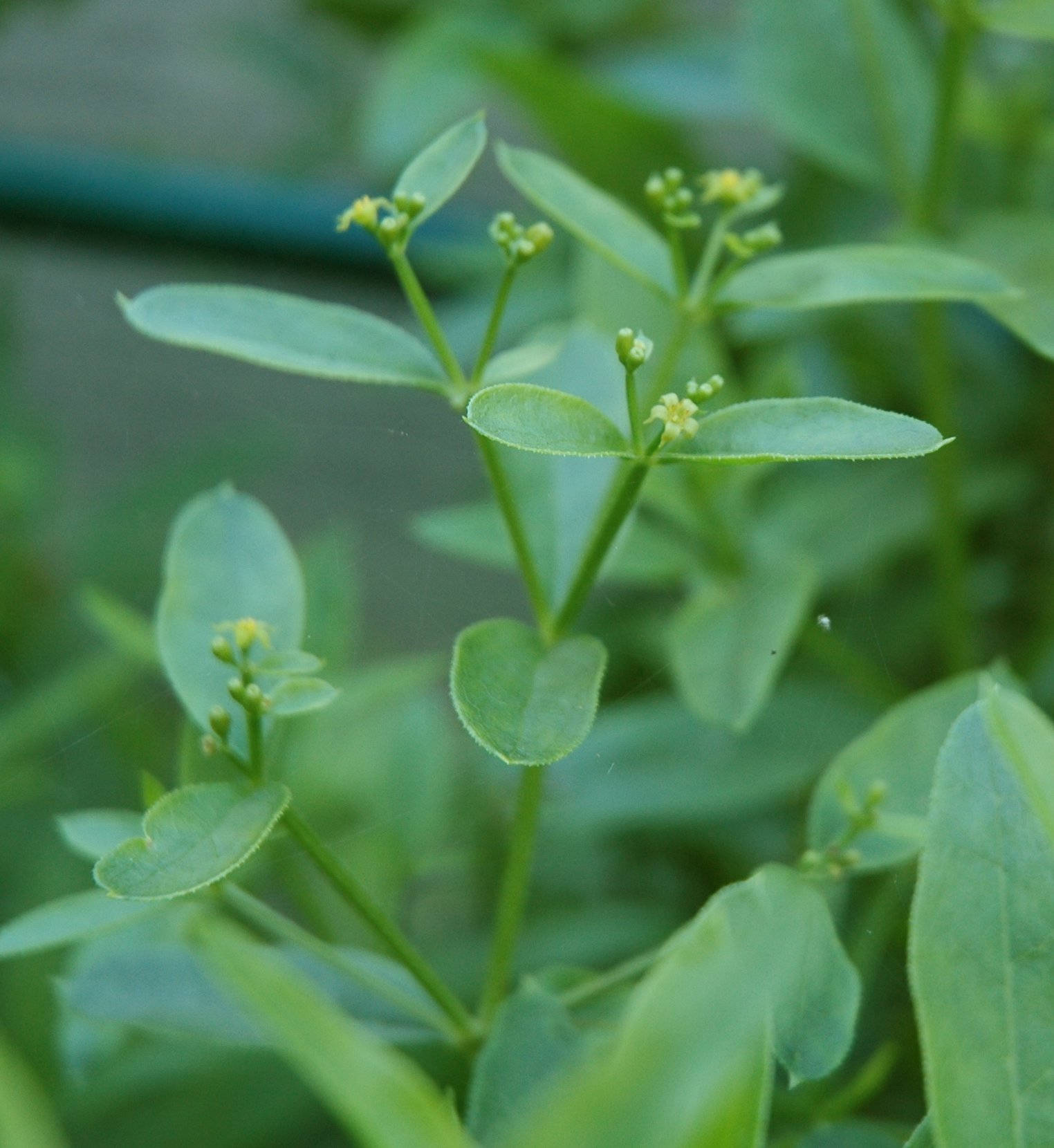
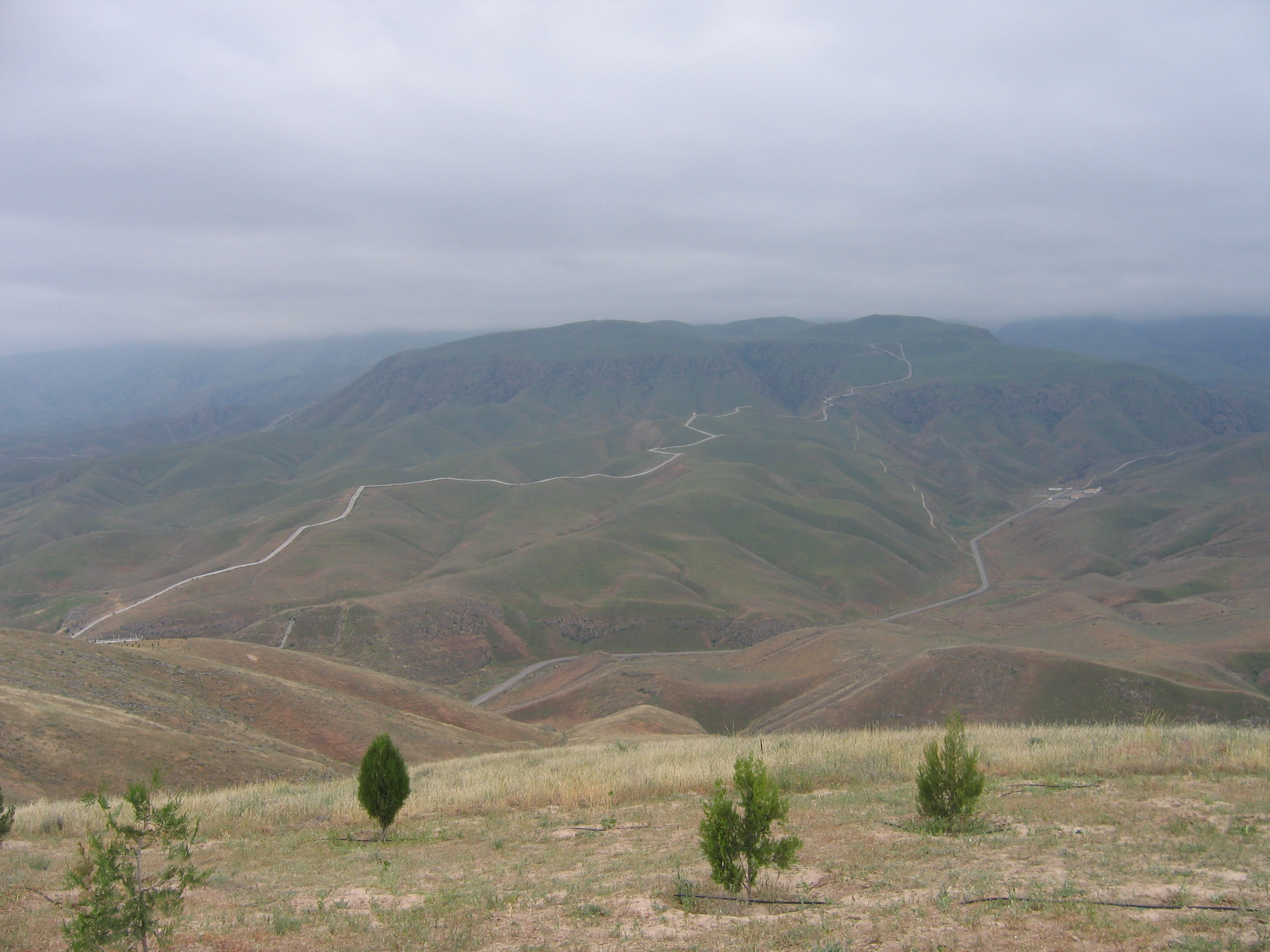